# Berkin Usta
Berkin Usta (* 29. Mai 2000 in Bursa; † 27. März 2025 bei Bursa) war ein türkischer Skirennläufer.

## Biographie
Usta erlernte das Skifahren im Alter von zweieinhalb Jahren. Sein Vater Yahya war auf nationaler Ebene als Skirennläufer aktiv.
Sein internationales Renndebüt feierte er am 14. Dezember 2016 bei einem FIS-Slalom in Ravna Planina. Kurz darauf wurde er türkischer Vizemeister im Riesenslalom. Sein erstes internationales Großereignis bestritt er im Februar 2017 beim Europäischen Olympischen Winter-Jugendfestival in Erzurum, wobei er seine beste Platzierung mit Rang 20 im Slalom erreichte. Im Riesenslalom belegte er den 21. Rang.
In den darauffolgenden Jahren startete Usta hauptsächlich bei FIS-Rennen sowie diversen nationalen Meisterschaften. Die einzige Ausnahme hierbei bildeten die Juniorenweltmeisterschaften 2019 in Val di Fassa.
2022 qualifizierte sich Berkin Usta für die Olympischen Winterspiele. Bei den Wettkämpfen in Peking belegte er im Riesenslalom den 43. Platz, im Slalom schied er aus.
Neben seiner sportlichen Karriere studierte Usta an der İstanbul Bilgi Üniversitesi.
Berkin Usta hielt sich zusammen mit seinem Vater in einem Hotel nahe der Stadt Bursa auf, als am Morgen des 27. März 2025 ein Feuer ausbrach, das weite Teile des Hotels zerstörte. Dabei kamen sowohl Usta als auch sein Vater ums Leben.

## Erfolge

### Olympische Winterspiele
- Peking 2022: 43. Riesenslalom, DNF Slalom

### Juniorenweltmeisterschaften
- Val di Fassa 2019: 68. Riesenslalom, DNF Slalom

### Europäisches Olympisches Winter-Jugendfestival
- Erzurum 2017: 20. Slalom, 21. Riesenslalom

### Weitere Erfolge
- 3 Siege bei FIS-Rennen
- Türkischer Vizemeister im Riesenslalom (2016)